# Feu de Great Castle Head
Le feu de Great Castle Head date de 1870 et a été construit par James Douglass. C'est une tour de 5 m attachée à une petite maison de gardien. Son plan focal émet à 27 m au-dessus du niveau de la mer. Il émet une lumière continue blanche, verte ou rouge selon les secteurs. C'est le feu avant, placé à 890 m devant le feu arrière de Little Castle Head.
Il est localisé sur un promontoire sur le côté nord-ouest de l'estuaire de Milford Haven, environ à6 km à l'ouest du port de Milford Haven qui est gère la maintenance. Il est accessible le long du sentier côtier de Pembrokeshire.